# Che Guevara nella cultura di massa

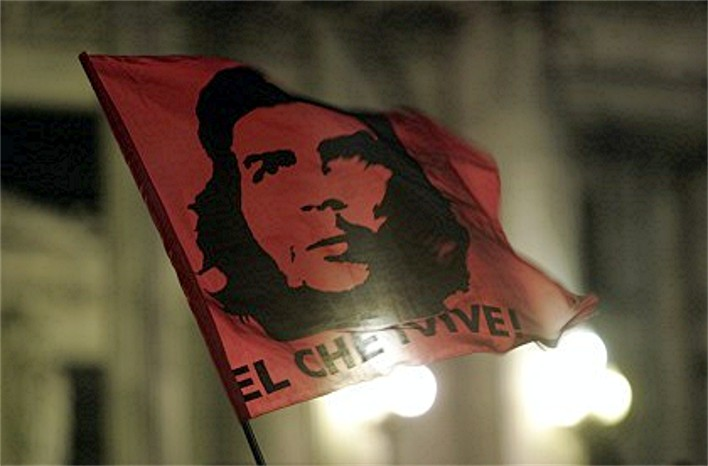
bandiera rossa con l'effigie di Che Guevara

La figura di Ernesto Guevara, più noto come Che Guevara o el Che è stata rivisitata molto spesso nella cultura di massa da cineasti, cantanti, fumettisti e letterati. 
Anche se durante la sua vita era una figura fortemente politicizzata e controversa, dopo la morte la sua immagine stilizzata è stata trasformata in un emblema in tutto il mondo per varie cause, e rappresenta una rete complessa di storie a volte contrastanti. L'immagine di Che Guevara è stata ispirazione della rivoluzione, della sinistra e anche un logo radical chic. Più comunemente è rappresentato il viso, opera dell'irlandese Jim Fitzpatrick e basata sulla fotografia di Alberto Korda del 1960 intitolata Guerrillero Heroico.
Per molti in tutto il mondo, il Che è diventato il simbolo della ribellione, dell'uomo idealista disposto a morire per una causa.
La storia della vita di Guevara è stata narrata in film, documentari, commedie e canzoni.
L'immagine è stata sottoposta a continua apoteosi e mercificazione finendo in poster, cappelli, portachiavi, tappetini per il mouse, felpe, cuffie, bandiere, berretti, zaini, bandane, fibbie per cinture, portafogli, orologi, orologi da parete, accendini Zippo, boccette tasca, bikini, tatuaggi, e più comunemente T-shirt.
Di seguito, una lista parziale delle produzioni in cui Che Guevara è protagonista.

## Film
- El "Che" Guevara (1968) di Paolo Heusch
- Che! (1969) di Richard Fleischer, con Omar Sharif
- Che Comandante Amigo (Cuba 1977) (17 min), di Bernabé Hernández, ICAIC
- Mi hijo el Che (1985) di Fernando Birri
- El día que me quieras (The Day You'll Love Me) (1997), diretto da Leandro Katz, Icarus Films, mediometraggio (30 min.).
- El Che (1997), diretto da Anìbal Di Salvo, con Miguel Ruiz Diaz
- Utopia (1998) (93 min), di James Benning, Canyon Cinema.
- Sacrificio. Chi ha tradito Che Guevara? (2001) di Erik Gandini e Tarik Saleh, critico nei confronti di Régis Debray
- I diari della motocicletta (Argentina/USA 2004) di Walter Salles, con Gael García Bernal
- Che Guevara (USA 2005) di Josh Evans, con Eduardo Noriega
- Fidel & Che, Showtime, 2005 di David Attwood (204 min.)
- Che - L'argentino (USA 2008) di Steven Soderbergh, con Benicio del Toro
- Che - Guerriglia (USA 2008) di Steven Soderbergh, con Benicio del Toro (seconda parte di Che - L'argentino)

### Documentari
- Aleida Guevara Remembers Her Father, Che, 2006, (34 min). Ocean Press (AU), Starring Aleida Guevara.
- Biography: Che Guevara Restless, 2000, (50 min). A & E Home video.
- Che, Discovery Networks Europe, 1995, (50 min). Directed by Anthony Geffen. Watch
- Che Guevara As You Have Never Seen Him Before, 2007, (55 min). Diretto day Manuel Perez Paredes.
- Che Guevara: Guerrilla to the End, 1998, (45 min). Journeyman Pictures.
- Che Guevara: Hasta La Victoria Siempre, 2008, (54 min). Kultur White Star.
- Che Guevara: Kordavision, 2008, (87 min). Directed by Hector Cruz Sandoval.
- Che Guevara: The Body And The Legend, (52 min). Diretto da Stefano Missio.
- Che Guevara The Myth and His Mission, (55 min). Diretto da Claudio Trovo.
- Che Guevara: Where You'D Never Imagine Him, 2004, (55 min). Diretto da Manuel Pérez.
- Che: Love, Politics, and Rebelry, Mundo Latino, 1995, (45 min). Diretto da Teresita Gomez.
- Che: Rise And Fall, 2007, (64 min). National Geographic Channel. Diretto da Eduardo Montes-Bradley Sito
- Le ultime ore del Che, 2003, (60 min). Victoria Media, Scritto e diretto da Romano Scavolini. Sito
- Che, The Sweet Dream of the Cane, 2005, (30 min). Diretto da Mahmoud Reza Sani.
- Che, Un Hombre Nuevo (Che, A New Man), 2010, (120 min). Diretto da Tristán Bauer. Sito - - Trailer
- Chevolution, 2008, Red Envelope Entertainment. Diretto da Luis Lopez. Trailer
- Democracy Now: The Life and Legacy of Che Guevara, 2007. (33 min).
- El Che, Cinétévé, 1997, (96 min). Diretto da Maurice Dugowson.
- El Che And Tracing Che, 2004, (187 min). Castle Home video, Diretto da Lawrence Elman.
- El Che: Investigating a Legend, 1991, (95 min). Kultur Video.
- El Che Guevara, Dutch Film Works, 2006, (96 min). Diretto da Aníbal Di Salvo.
- Ernesto Che Guevara, The Bolivian Diary, 1996, (94 min). Diretto da Richard Dindo.
- Freddy Ilanga: Che's Swahili Translator, 2009, (24 min). Diretto da Katrin Hansing. Trailer
- Hasta Siempre, Rice n Peas, 2005, (58 min). Diretto da Ishmail Blagrove Jr.
- Kordavision, Starz, 2008, (87 min). Diretto da Héctor Cruz Sandoval.
- People's Century - Guerrilla Wars: Cuba, Vietnam, and Afghanistan, 1998, (60 min). BBC, Diretto da Bill Treharne Jones.
- Personal Che, 2008, Directed by Adriana Mariño and Douglas Duarte. Sito ufficiale
- Rebels of the Sierra Maestra: The Story of Cuba's Jungle Fighters, 1957. di Robert Taber per CBS News.
- Red Chapters - A Rebel with a Cause: Death of a Man, Birth of a Legend, 1999, (25 min). Parthenon Entertainment.
- Sacrificio: Who Betrayed Che Guevara, 2001, (59 min). Diretto da Erik Gandini e Tarik Saleh, SVT. Trailer
- San Ernesto de La Higuera, 2006. Diretto da Isabel Santos, ICAIC.
- The Hands of Che Guevara, 2006, (59 min). Diretto da Peter De Kock. Sito
- The True Story of Che Guevara, The History Channel, 2007, (90 min). Diretto da Maria Wye Berry. Site,
- CHE GUEVARA - Inchiesta su un mito: Nascita di un guerrigliero (ITA 1972) di Roberto Savio
- CHE GUEVARA - Inchiesta su un mito: Le cause del fallimento (ITA 1972) di Roberto Savio
- CHE GUEVARA - Inchiesta su un mito:Morte di un guerrigliero (ITA 1972) di Roberto Savio

## Canzoni
Sono molte nel panorama musicale mondiale le canzoni che si riferiscono a Che Guevara. Nella maggior parte dei testi, elogia le virtù del guerrigliero argentino:
- Hasta Siempre (conosciuta anche come Hasta siempre comandante): composta nel 1965 da Carlos Puebla
- La Zamba del Che: scritta nel novembre 1967 da Rubén Ortiz Fernández ed entrata successivamente a fare parte del repertorio di Víctor Jara
- Los guerrilleros in À Santiago di Jean Ferrat (1967)
- Soldadito Boliviano (Guitarra en duelo mayor)] di Nicolás Guillén, prima interpretazione di Paco Ibáñez (1968)
- Anch'io ti ricorderò: pubblicata nell'album Endrigo di Sergio Endrigo[1] (1968)
- Cancion para el Hombre Nuevo: pubblicata nell'album Canciones para el Hombre Nuevo di Daniel Viglietti (1968)
- Soy loco per ti America di Gilberto Gil, prima incisione di Caetano Veloso (1968)
- Song for Che: pubblicata nell'album Liberation Music Orchestra di Charlie Haden (1969)
- Carta al Che: pubblicata nell'album Inti-Illimani; rielaborazione del testo di Carlos Puebla. (1969)
- Canción del Guerrillero heroico in Trabajo de hormiga di Daniel Viglietti (2008) ma cantata dal 1972[2]
- Canción fúnebre para el Che Guevara in Cile canta e lotta di Juan Capra (1973)[3]
- Che in True Stories and Other Dreams di Judy Collins (1973)
- El Aparecido: scritta da Victor Jara, pubblicata nell'album La nueva canción chilena degli Inti-Illimani (1974)
- Cha cha Che Guevara nell'album Urlo di Ivan Cattaneo (1980)
- Si el poeta eres tu: pubblicata nell'album Querido Pablo di Pablo Milanés (1981)
- 1º aprile 1965: pubblicata nell'album Pane e rose da Angelo Branduardi (1988)
- Il comandante Che: pubblicata nell'album Ufficialmente dispersi di Loredana Bertè (1993)
- Cohiba: pubblicata nell'album Il dado di Daniele Silvestri (1996)
- Transamerika: pubblicata nell'album Terra e libertà dei Modena City Ramblers (1997).
- Celia De La Serna: pubblicata nell'album El bandolero stanco di Roberto Vecchioni (1997)
- Una maglia rossa col Che nell'omonimo album de I Luf (1997)
- Jamas: pubblicata nell'album La prova di Raf (1998)
- Murguita del sur in Libertinaje dei Bersuit Vergarabat (1998)
- Fuori campo: pubblicata nell'album omonimo dei Modena City Ramblers (1999)
- Che Guevara Vive! o Stagioni: pubblicata nell'album omonimo di Francesco Guccini (2000)
- Poema al Che: pubblicata nell'album Ernesto Che Guevara (raccolta di canzoni su Che Guevara) di Juan Carlos "Flaco" Biondini (2001)
- Canzone per Che: pubblicata nell'album Ernesto Che Guevara (raccolta di canzoni su Che Guevara) degli Skiantos (2001)
- Nada Mas: pubblicata nell'album La paloma enamorada di Atahualpa Yupanqui (2002)
- Vento (Hasta Siempre) nell'album Ocio ai luf di I Luf (2002)
- Canzone per il Che: pubblicata nell'album Ritratti di Francesco Guccini (2004) (testo di Manuel Vázquez Montalbán e Francesco Guccini - musica di Juan Carlos Biondini)
- Tre passi avanti dei Bandabardò (2004) (testi e musica dei Bandabardò)  nell'album Tre passi avanti
- Isola grande: pubblicata nell'album Passi d'autore di Pino Daniele (2004)
- Che por si Ernesto in Devenir di Daniel Viglietti (2004)
- Adelante: pubblicata nell'album La danza dei sogni dei Trenincorsa (2007)
- La Rivoluzione in testa: pubblicata nell'album La Ballata di Gino dei Khorakhanè (2007)
- Latinoamericana pubblicata nell'album La lunga notte di Stefano "Cisco" Bellotti (2006)
- Un'altra medicina in Historias di Edoardo De Angelis (2008)
- Sabotaggio in S(u)ono diverso di Piotta (2009)
- Ay, Che camino, Changuito guerrillero e Zamba al comandante di Alfredo De Robertis
- Tarde de octubre e Hombre volutad di Los Calchakis
- Valle Grande, Octubre de 1967 di Carlos del Peral
- El hermano mayor di David Viñas
- Nada màs di Atahualpa Yupanqui
- La Felipe Varela di Coco Peredo
- Alleluia (Che Guevara não morreu) di Sergio Ricardo
- America America di César Roldâo Vieira
- Malditos los coroneles di Patricio Manns ripresa con il titolo Cueca al Che da Rolando Alárcon
- El gigante di Nelson Osorio
- Lo eterno, Que para el son! e Un nombre di Carlos Puebla
- La era está pariendo un corazón, Fusil contra fusil, Crònica amarga, Palabras e America, te hablo de Ernesto di Silvio Rodríguez
- Canciòn por un retrato del Che di Marta Valdés
- Guevara è morto di A. Fouad Negm e Cheikh Imam
- Che Guevara di Jacques Datin
- Lorsque s'allument les brasiers di Colette Magny
- Comandante Che Guevara di Wolf Biermann, libero adattamento di Hasta Siempre
- Che Guevara di Peggy Seeger
- Un fiore per Che Guevara di Marcello Minerbi
- Aquì està el Che e No pueden matàr el Che di Judith Reyes
- Como el Che di Jesùs Munárriz
- Al Che di Luciana Possamay
- La sensa està trazada di Jorge Salerno
- La sombra di Daniel Viglietti
- Che Guevara di Marta Contreras su testo di Nicolás Guillén
- Comandante Amigo di Ali Primera (1974)
- Che Guevara Rap Cubano di Chicos Nuevos
- Guevara Mat di Shaikh Emam
- El pueblo te ama Che Guevara di La Mona Jiménez (1998)
- Che Guevara T-Shirt di Richard Shindell
- Cancione funebre para el Che Guevara dei Quilapayun (1968)
- Happy birthday revolucion dei Levellers (2000)
- Al otro lado del río, musica e testo di Jorge Drexler (2004)  colonna sonora de I diari della motocicletta (Diarios de motocicleta) e vincitrice del Oscar alla migliore canzone del 2005
- Che Guevara dei Happoradio (2008)
- Commandate degli Antica tradizione (2015)
- Avrai ragione tu di Caparezza (2014)

## Poesie
Tra le più citate sono:
- Tristeza en la muerte de un héroe, del cileno Pablo Neruda[4](1969)
- Yo tuve un hermano, dell'argentino Julio Cortázar[5]
- A Ras del Sueño, serie di poemi dell'uruguayano Mario Benedetti (1967)
- Che Guevara (1958), Che Comandante, Guitarra en duelo mayor, del cubano Nicolás Guillén(1964)[6]
- Elegía al Che dello spagnolo Joan Brossa (1978)
- Credo del Che, del salvadoregno Roque Dalton
- Pensamientos, dell'argentino Juan Gelman[7]
- Sé que la delación existe, dell'argentino Néstor Groppa

## Videogiochi
- Il videogioco arcade del 1987 Guerrilla War ricalca le imprese di Che Guevara e Fidel Castro (utilizzato dal secondo giocatore), che avrebbero condotto alla caduta del regime di Fulgencio Batista; in effetti il titolo originale giapponese del gioco è Guevara e ne sono una loro trasposizione, mentre nella versione esportata in Occidente sono imprecisati guerriglieri di una nazione caraibica impegnati nella liberazione dal giogo di un dittatore.
- Guerrilla in Bolivia è uno strategico italiano del 1990 che simula la Guerriglia del Ñancahuazú.

## Altro
- Il nome e l'immagine di Che Guevara appare sulle confezioni della francese El Che Cola e sulle sigarette Che.
- Che. Una vita in rivolta (Che) è un romanzo grafico argentino sceneggiato da Héctor Oesterheld, disegnato da Alberto Breccia e da Enrique Breccia, realizzato nel 1968.[8]